# POMZ-2
POMZ-2 (ros. ПОМЗ-2) – radziecka mina przeciwpiechotna o okrężnym działaniu odłamkowym. Skonstruowana podczas II wojny światowej.
Mina POMZ-2 miała cylindryczny, żeliwny korpus z nacięciami mającymi ułatwić fragmentację. Od spodu do korpusu przymocowany był drewniany palik (tzw. kotwica minowa), od góry wkręcany naciągowy zapalnik MUW-2 lub MUW-2M. Odciąg miny mocowany był do palika lub dowolnego innego przedmiotu. Miny najczęściej ustawiane były grupami po 4, w ten sposób aby korpus miny znajdował się na wysokości 30 cm nad ziemią.